# این گناه است
«این گناه است» (به انگلیسی: It's a Sin) یک ترانهٔ ضبط شده توسط گروه سینث‌پاپ پت شاپ بویز است که توانست به مدت سه هفته در سال ۱۹۸۷ میلادی رتبهٔ اول را در جدول تک‌آهنگ‌های بریتانیا به دست آورد و نیز به رتبه نهم در فهرست ۱۰۰ آهنگ داغ بیلبورد رسید.
این آهنگ نوشته شده توسط کریس لاو و نیل تنانت است.
این یک گناه است نقدی بر آموزش های دینی و مذهبی در دبیرستان است که در آن هرچه در زندگی لذت‌بخش است گناه پنداشته می‌شود.